# Critério do Dauphiné de 2022
A 74.ª edição da competição ciclista Critério do Dauphiné foi uma corrida de ciclismo em estrada por etapas que se celebrou entre 5 e 12 de junho de 2022 na França com início na cidade de La Voulte-sur-Rhône e final na cidade de Plateau de Solaison sobre um percurso de 1190,2 quilómetros.
A corrida fez parte do UCI WorldTour de 2022, calendário ciclístico de máximo nível mundial, sendo a vigésima primeira corrida de dito circuito e foi vencida pelo esloveno Primož Roglič do Jumbo-Visma. Completaram o pódio, como segundo e terceiro classificado respectivamente, o dinamarquês Jonas Vingegaard da mesma equipa e o australiano Ben O'Connor do AG2R Citroën.

## Equipas participantes
Tomaram parte na corrida 22 equipas: 18 de categoria UCI WorldTeam e 4 de categoria UCI ProTeam. Formaram assim um pelotão de 154 ciclistas dos que acabaram 125. As equipas participantes foram:
| Equipes WorldTeam (18)- AG2R Citroën Team - Astana Qazaqstan Team - Bahrain Victorious - Bora-Hansgrohe - Cofidis - EF Education-EasyPost - Groupama-FDJ - Ineos Grenadiers - Intermarché-Wanty-Gobert Matériaux - Israel-Premier Tech - Jumbo-Visma - Lotto-Soudal - Movistar Team - Quick-Step Alpha Vinyl - BikeExchange-Jayco - Team DSM - Trek-Segafredo - UAE Team Emirates Equipes ProTeam (4)- Arkéa-Samsic - B&B Hotels-KTM - TotalEnergies - Uno-X Pro Cycling Team |
| |

## Percorrido
O Critério do Dauphiné dispôs de oito etapas divido em cinco etapas em media montanha, duas etapas de alta montanha, e uma contrarrelógio individual para um percurso total de 1190,2 quilómetros.
| Etapa | Data    | Percurso                                 | type                      | Distância (km) | Elevação (m) | Vencedor          | Líder geral       |
| ----- | ------- | ---------------------------------------- | ------------------------- | -------------- | ------------ | ----------------- | ----------------- |
| 1     | 5 jun.  | La Voulte-sur-Rhône – Beauchastel        | etapa escarpada           | 191,8          | 2 473 m      | Wout van Aert     | Wout van Aert     |
| 2     | 6 jun.  | Saint-Péray – Brives-Charensac           | etapa escarpada           | 169,8          | 2 956 m      | Alexis Vuillermoz | Alexis Vuillermoz |
| 3     | 7 jun.  | Saint-Paulien – Chastreix-Sancy          | etapa escarpada           | 164            | 2 707 m      | David Gaudu       | Wout van Aert     |
| 4     | 8 jun.  | Montbrison – Castle of La Bastie d'Urfé  | contrarrelógio individual | 31,9           | 96 m         | Filippo Ganna     | Wout van Aert     |
| 5     | 9 jun.  | Thizy-les-Bourgs – Chaintré              | etapa escarpada           | 162,3          | 1 991 m      | Wout van Aert     | Wout van Aert     |
| 6     | 10 jun. | Rives – Gap                              | média montanha            | 196,4          | 2 958 m      | Valentin Ferron   | Wout van Aert     |
| 7     | 11 jun. | Saint-Chaffrey – Vaujany                 | alta montanha             | 134,8          | 3 828 m      | Carlos Verona     | Primož Roglič     |
| 8     | 12 jun. | Saint-Alban-Leysse – Plateau de Solaison | alta montanha             | 139,2          | 3 782 m      | Jonas Vingegaard  | Primož Roglič     |

## Desenvolvimento da corrida

### 1.ª etapa
| La Voulte-sur-Rhône - Beauchastel | etapa escarpada | (191,8 km) |

| \| Classificação por etapas \| Classificação por etapas \| Classificação por etapas \| Classificação por etapas \| Classificação por etapas \| \| Ciclista \| Ciclista \| Equipe \| Tempo \| \| \| ------------------------ \| ------------------------ \| ---------------------------------- \| ------------------------ \| ------------------------ \| \| 1. \| Wout van Aert \| Jumbo-Visma \| 4h37m31s \| \| \| 2. \| Ethan Hayter \| Ineos Grenadiers \| + 0s \| \| \| 3. \| Sean Quinn \| EF Education-EasyPost \| + 0s \| \| \| 4. \| Hugo Page \| Intermarché-Wanty-Gobert Matériaux \| + 0s \| \| \| 5. \| Edvald Boasson Hagen \| TotalEnergies \| + 0s \| \| \| 6. \| Jasper Stuyven \| Trek-Segafredo \| + 0s \| \| \| 7. \| Clément Venturini \| AG2R Citroën Team \| + 0s \| \| \| 8. \| Maxim Van Gils \| Lotto-Soudal \| + 0s \| \| \| 9. \| Benjamin Thomas \| Cofidis \| + 0s \| \| \| 10. \| Jannik Steimle \| Quick-Step Alpha Vinyl \| + 0s \| \| |                      |                                    |          |
| |                      |                                    |          |
| Fonte: ProCyclingStats |                      |                                    |          |
| Classificação por etapas |                      |                                    |          |
| Ciclista | Ciclista             | Equipe                             | Tempo    |
| 1. | Wout van Aert        | Jumbo-Visma                        | 4h37m31s |
| 2. | Ethan Hayter         | Ineos Grenadiers                   | + 0s     |
| 3. | Sean Quinn           | EF Education-EasyPost              | + 0s     |
| 4. | Hugo Page            | Intermarché-Wanty-Gobert Matériaux | + 0s     |
| 5. | Edvald Boasson Hagen | TotalEnergies                      | + 0s     |
| 6. | Jasper Stuyven       | Trek-Segafredo                     | + 0s     |
| 7. | Clément Venturini    | AG2R Citroën Team                  | + 0s     |
| 8. | Maxim Van Gils       | Lotto-Soudal                       | + 0s     |
| 9. | Benjamin Thomas      | Cofidis                            | + 0s     |
| 10. | Jannik Steimle       | Quick-Step Alpha Vinyl             | + 0s     |

| \| Classificação geral \| Classificação geral \| Classificação geral \| Classificação geral \| Classificação geral \| \| Ciclista \| Ciclista \| Equipe \| Tempo \| \| \| ------------------- \| -------------------- \| ---------------------------------- \| ------------------- \| ------------------- \| \| 1. \| Wout van Aert \| Jumbo-Visma \| 4h37m21s \| \| \| 2. \| Ethan Hayter \| Ineos Grenadiers \| + 4s \| \| \| 3. \| Sean Quinn \| EF Education-EasyPost \| + 6s \| \| \| 4. \| Maxime Bouet \| Arkéa-Samsic \| + 7s \| \| \| 5. \| Laurens Huys \| Intermarché-Wanty-Gobert Matériaux \| + 8s \| \| \| 6. \| Pierre Rolland \| B&B Hotels-KTM \| + 9s \| \| \| 7. \| Hugo Page \| Intermarché-Wanty-Gobert Matériaux \| + 10s \| \| \| 8. \| Edvald Boasson Hagen \| TotalEnergies \| + 10s \| \| \| 9. \| Jasper Stuyven \| Trek-Segafredo \| + 10s \| \| \| 10. \| Clément Venturini \| AG2R Citroën Team \| + 10s \| \| |                      |                                    |          |
| |                      |                                    |          |
| Fonte: ProCyclingStats |                      |                                    |          |
| Classificação geral |                      |                                    |          |
| Ciclista | Ciclista             | Equipe                             | Tempo    |
| 1. | Wout van Aert        | Jumbo-Visma                        | 4h37m21s |
| 2. | Ethan Hayter         | Ineos Grenadiers                   | + 4s     |
| 3. | Sean Quinn           | EF Education-EasyPost              | + 6s     |
| 4. | Maxime Bouet         | Arkéa-Samsic                       | + 7s     |
| 5. | Laurens Huys         | Intermarché-Wanty-Gobert Matériaux | + 8s     |
| 6. | Pierre Rolland       | B&B Hotels-KTM                     | + 9s     |
| 7. | Hugo Page            | Intermarché-Wanty-Gobert Matériaux | + 10s    |
| 8. | Edvald Boasson Hagen | TotalEnergies                      | + 10s    |
| 9. | Jasper Stuyven       | Trek-Segafredo                     | + 10s    |
| 10. | Clément Venturini    | AG2R Citroën Team                  | + 10s    |

### 2.ª etapa
| Saint-Péray - Brives-Charensac | etapa escarpada | (169,8 km) |

| \| Classificação por etapas \| Classificação por etapas \| Classificação por etapas \| Classificação por etapas \| Classificação por etapas \| \| Ciclista \| Ciclista \| Equipe \| Tempo \| \| \| ------------------------ \| ------------------------ \| ---------------------------------- \| ------------------------ \| ------------------------ \| \| 1. \| Alexis Vuillermoz \| TotalEnergies \| 4h03m34s \| \| \| 2. \| Anders Skaarseth \| Uno-X Pro Cycling Team \| + 0s \| \| \| 3. \| Olivier Le Gac \| Groupama-FDJ \| + 0s \| \| \| 4. \| Kevin Vermaerke \| Team DSM \| + 0s \| \| \| 5. \| Anthony Delaplace \| Arkéa-Samsic \| + 0s \| \| \| 6. \| Wout van Aert \| Jumbo-Visma \| + 5s \| \| \| 7. \| Ethan Hayter \| Ineos Grenadiers \| + 5s \| \| \| 8. \| Hugo Page \| Intermarché-Wanty-Gobert Matériaux \| + 5s \| \| \| 9. \| Clément Venturini \| AG2R Citroën Team \| + 5s \| \| \| 10. \| Aleksandr Riabushenko \| Astana Qazaqstan Team \| + 5s \| \| |                       |                                    |          |
| |                       |                                    |          |
| Fonte: ProCyclingStats |                       |                                    |          |
| Classificação por etapas |                       |                                    |          |
| Ciclista | Ciclista              | Equipe                             | Tempo    |
| 1. | Alexis Vuillermoz     | TotalEnergies                      | 4h03m34s |
| 2. | Anders Skaarseth      | Uno-X Pro Cycling Team             | + 0s     |
| 3. | Olivier Le Gac        | Groupama-FDJ                       | + 0s     |
| 4. | Kevin Vermaerke       | Team DSM                           | + 0s     |
| 5. | Anthony Delaplace     | Arkéa-Samsic                       | + 0s     |
| 6. | Wout van Aert         | Jumbo-Visma                        | + 5s     |
| 7. | Ethan Hayter          | Ineos Grenadiers                   | + 5s     |
| 8. | Hugo Page             | Intermarché-Wanty-Gobert Matériaux | + 5s     |
| 9. | Clément Venturini     | AG2R Citroën Team                  | + 5s     |
| 10. | Aleksandr Riabushenko | Astana Qazaqstan Team              | + 5s     |

| \| Classificação geral \| Classificação geral \| Classificação geral \| Classificação geral \| Classificação geral \| \| Ciclista \| Ciclista \| Equipe \| Tempo \| \| \| ------------------- \| ------------------- \| ---------------------------------- \| ------------------- \| ------------------- \| \| 1. \| Alexis Vuillermoz \| TotalEnergies \| 8h40m55s \| \| \| 2. \| Anders Skaarseth \| Uno-X Pro Cycling Team \| + 3s \| \| \| 3. \| Olivier Le Gac \| Groupama-FDJ \| + 4s \| \| \| 4. \| Wout van Aert \| Jumbo-Visma \| + 5s \| \| \| 5. \| Kevin Vermaerke \| Team DSM \| + 7s \| \| \| 6. \| Ethan Hayter \| Ineos Grenadiers \| + 9s \| \| \| 7. \| Anthony Delaplace \| Arkéa-Samsic \| + 10s \| \| \| 8. \| Sean Quinn \| EF Education-EasyPost \| + 11s \| \| \| 9. \| Maxime Bouet \| Arkéa-Samsic \| + 12s \| \| \| 10. \| Laurens Huys \| Intermarché-Wanty-Gobert Matériaux \| + 13s \| \| |                   |                                    |          |
| |                   |                                    |          |
| Fonte: ProCyclingStats |                   |                                    |          |
| Classificação geral |                   |                                    |          |
| Ciclista | Ciclista          | Equipe                             | Tempo    |
| 1. | Alexis Vuillermoz | TotalEnergies                      | 8h40m55s |
| 2. | Anders Skaarseth  | Uno-X Pro Cycling Team             | + 3s     |
| 3. | Olivier Le Gac    | Groupama-FDJ                       | + 4s     |
| 4. | Wout van Aert     | Jumbo-Visma                        | + 5s     |
| 5. | Kevin Vermaerke   | Team DSM                           | + 7s     |
| 6. | Ethan Hayter      | Ineos Grenadiers                   | + 9s     |
| 7. | Anthony Delaplace | Arkéa-Samsic                       | + 10s    |
| 8. | Sean Quinn        | EF Education-EasyPost              | + 11s    |
| 9. | Maxime Bouet      | Arkéa-Samsic                       | + 12s    |
| 10. | Laurens Huys      | Intermarché-Wanty-Gobert Matériaux | + 13s    |

### 3.ª etapa
| Saint-Paulien - Chastreix-Sancy | etapa escarpada | (164 km) |

| \| Classificação por etapas \| Classificação por etapas \| Classificação por etapas \| Classificação por etapas \| Classificação por etapas \| \| Ciclista \| Ciclista \| Equipe \| Tempo \| \| \| ------------------------ \| ------------------------ \| ------------------------ \| ------------------------ \| ------------------------ \| \| 1. \| David Gaudu \| Groupama-FDJ \| 4h09m38s \| \| \| 2. \| Wout van Aert \| Jumbo-Visma \| + 0s \| \| \| 3. \| Victor Lafay \| Cofidis \| + 0s \| \| \| 4. \| Ruben Guerreiro \| EF Education-EasyPost \| + 0s \| \| \| 5. \| Kevin Geniets \| Groupama-FDJ \| + 0s \| \| \| 6. \| Nick Schultz \| BikeExchange-Jayco \| + 0s \| \| \| 7. \| Damiano Caruso \| Bahrain Victorious \| + 0s \| \| \| 8. \| Dylan Teuns \| Bahrain Victorious \| + 0s \| \| \| 9. \| Matteo Jorgenson \| Movistar Team \| + 0s \| \| \| 10. \| Brandon McNulty \| UAE Team Emirates \| + 0s \| \| |                  |                       |          |
| |                  |                       |          |
| Fonte: ProCyclingStats |                  |                       |          |
| Classificação por etapas |                  |                       |          |
| Ciclista | Ciclista         | Equipe                | Tempo    |
| 1. | David Gaudu      | Groupama-FDJ          | 4h09m38s |
| 2. | Wout van Aert    | Jumbo-Visma           | + 0s     |
| 3. | Victor Lafay     | Cofidis               | + 0s     |
| 4. | Ruben Guerreiro  | EF Education-EasyPost | + 0s     |
| 5. | Kevin Geniets    | Groupama-FDJ          | + 0s     |
| 6. | Nick Schultz     | BikeExchange-Jayco    | + 0s     |
| 7. | Damiano Caruso   | Bahrain Victorious    | + 0s     |
| 8. | Dylan Teuns      | Bahrain Victorious    | + 0s     |
| 9. | Matteo Jorgenson | Movistar Team         | + 0s     |
| 10. | Brandon McNulty  | UAE Team Emirates     | + 0s     |

| \| Classificação geral \| Classificação geral \| Classificação geral \| Classificação geral \| Classificação geral \| \| Ciclista \| Ciclista \| Equipe \| Tempo \| \| \| ------------------- \| ------------------- \| --------------------- \| ------------------- \| ------------------- \| \| 1. \| Wout van Aert \| Jumbo-Visma \| 12h50m38s \| \| \| 2. \| David Gaudu \| Groupama-FDJ \| + 6s \| \| \| 3. \| Victor Lafay \| Cofidis \| + 12s \| \| \| 4. \| Patrick Konrad \| Bora-Hansgrohe \| + 16s \| \| \| 5. \| Matteo Jorgenson \| Movistar Team \| + 16s \| \| \| 6. \| Ruben Guerreiro \| EF Education-EasyPost \| + 16s \| \| \| 7. \| Esteban Chaves \| EF Education-EasyPost \| + 16s \| \| \| 8. \| Primož Roglič \| Jumbo-Visma \| + 16s \| \| \| 9. \| Steff Cras \| Lotto-Soudal \| + 16s \| \| \| 10. \| Ben O'Connor \| AG2R Citroën Team \| + 16s \| \| |                  |                       |           |
| |                  |                       |           |
| Fonte: ProCyclingStats |                  |                       |           |
| Classificação geral |                  |                       |           |
| Ciclista | Ciclista         | Equipe                | Tempo     |
| 1. | Wout van Aert    | Jumbo-Visma           | 12h50m38s |
| 2. | David Gaudu      | Groupama-FDJ          | + 6s      |
| 3. | Victor Lafay     | Cofidis               | + 12s     |
| 4. | Patrick Konrad   | Bora-Hansgrohe        | + 16s     |
| 5. | Matteo Jorgenson | Movistar Team         | + 16s     |
| 6. | Ruben Guerreiro  | EF Education-EasyPost | + 16s     |
| 7. | Esteban Chaves   | EF Education-EasyPost | + 16s     |
| 8. | Primož Roglič    | Jumbo-Visma           | + 16s     |
| 9. | Steff Cras       | Lotto-Soudal          | + 16s     |
| 10. | Ben O'Connor     | AG2R Citroën Team     | + 16s     |

### 4.ª etapa
| Montbrison - Castle of La Bastie d'Urfé | contrarrelógio individual | (31,9 km) |

| \| Classificação por etapas \| Classificação por etapas \| Classificação por etapas \| Classificação por etapas \| Classificação por etapas \| \| Ciclista \| Ciclista \| Equipe \| Tempo \| \| \| ------------------------ \| ------------------------ \| ------------------------ \| ------------------------ \| ------------------------ \| \| 1. \| Filippo Ganna \| Ineos Grenadiers \| 35m32s \| \| \| 2. \| Wout van Aert \| Jumbo-Visma \| + 2s \| \| \| 3. \| Ethan Hayter \| Ineos Grenadiers \| + 17s \| \| \| 4. \| Mattia Cattaneo \| Quick-Step Alpha Vinyl \| + 39s \| \| \| 5. \| Primož Roglič \| Jumbo-Visma \| + 42s \| \| \| 6. \| Luke Durbridge \| BikeExchange-Jayco \| + 53s \| \| \| 7. \| Jonas Vingegaard \| Jumbo-Visma \| + 1m12s \| \| \| 8. \| Damiano Caruso \| Bahrain Victorious \| + 1m25s \| \| \| 9. \| Tao Geoghegan Hart \| Ineos Grenadiers \| + 1m31s \| \| \| 10. \| Juan Ayuso \| UAE Team Emirates \| + 1m34s \| \| |                    |                        |         |
| |                    |                        |         |
| Fonte: ProCyclingStats |                    |                        |         |
| Classificação por etapas |                    |                        |         |
| Ciclista | Ciclista           | Equipe                 | Tempo   |
| 1. | Filippo Ganna      | Ineos Grenadiers       | 35m32s  |
| 2. | Wout van Aert      | Jumbo-Visma            | + 2s    |
| 3. | Ethan Hayter       | Ineos Grenadiers       | + 17s   |
| 4. | Mattia Cattaneo    | Quick-Step Alpha Vinyl | + 39s   |
| 5. | Primož Roglič      | Jumbo-Visma            | + 42s   |
| 6. | Luke Durbridge     | BikeExchange-Jayco     | + 53s   |
| 7. | Jonas Vingegaard   | Jumbo-Visma            | + 1m12s |
| 8. | Damiano Caruso     | Bahrain Victorious     | + 1m25s |
| 9. | Tao Geoghegan Hart | Ineos Grenadiers       | + 1m31s |
| 10. | Juan Ayuso         | UAE Team Emirates      | + 1m34s |

| \| Classificação geral \| Classificação geral \| Classificação geral \| Classificação geral \| Classificação geral \| \| Ciclista \| Ciclista \| Equipe \| Tempo \| \| \| ------------------- \| ------------------- \| ---------------------- \| ------------------- \| ------------------- \| \| 1. \| Wout van Aert \| Jumbo-Visma \| 13h26m06s \| \| \| 2. \| Mattia Cattaneo \| Quick-Step Alpha Vinyl \| + 53s \| \| \| 3. \| Primož Roglič \| Jumbo-Visma \| + 56s \| \| \| 4. \| Jonas Vingegaard \| Jumbo-Visma \| + 1m26s \| \| \| 5. \| Ethan Hayter \| Ineos Grenadiers \| + 1m26s \| \| \| 6. \| Damiano Caruso \| Bahrain Victorious \| + 1m39s \| \| \| 7. \| Tao Geoghegan Hart \| Ineos Grenadiers \| + 1m45s \| \| \| 8. \| Juan Ayuso \| UAE Team Emirates \| + 1m48s \| \| \| 9. \| Matteo Jorgenson \| Movistar Team \| + 1m50s \| \| \| 10. \| Ben O'Connor \| AG2R Citroën Team \| + 2m00s \| \| |                    |                        |           |
| |                    |                        |           |
| Fonte: ProCyclingStats |                    |                        |           |
| Classificação geral |                    |                        |           |
| Ciclista | Ciclista           | Equipe                 | Tempo     |
| 1. | Wout van Aert      | Jumbo-Visma            | 13h26m06s |
| 2. | Mattia Cattaneo    | Quick-Step Alpha Vinyl | + 53s     |
| 3. | Primož Roglič      | Jumbo-Visma            | + 56s     |
| 4. | Jonas Vingegaard   | Jumbo-Visma            | + 1m26s   |
| 5. | Ethan Hayter       | Ineos Grenadiers       | + 1m26s   |
| 6. | Damiano Caruso     | Bahrain Victorious     | + 1m39s   |
| 7. | Tao Geoghegan Hart | Ineos Grenadiers       | + 1m45s   |
| 8. | Juan Ayuso         | UAE Team Emirates      | + 1m48s   |
| 9. | Matteo Jorgenson   | Movistar Team          | + 1m50s   |
| 10. | Ben O'Connor       | AG2R Citroën Team      | + 2m00s   |

### 5.ª etapa
| Thizy-les-Bourgs - Chaintré | etapa escarpada | (162,3 km) |

| \| Classificação por etapas \| Classificação por etapas \| Classificação por etapas \| Classificação por etapas \| Classificação por etapas \| \| Ciclista \| Ciclista \| Equipe \| Tempo \| \| \| ------------------------ \| ------------------------ \| ---------------------------------- \| ------------------------ \| ------------------------ \| \| 1. \| Wout van Aert \| Jumbo-Visma \| 3h38m35s \| \| \| 2. \| Jordi Meeus \| Bora-Hansgrohe \| + 0s \| \| \| 3. \| Ethan Hayter \| Ineos Grenadiers \| + 0s \| \| \| 4. \| Edvald Boasson Hagen \| TotalEnergies \| + 0s \| \| \| 5. \| Hugo Page \| Intermarché-Wanty-Gobert Matériaux \| + 0s \| \| \| 6. \| Jasper Stuyven \| Trek-Segafredo \| + 0s \| \| \| 7. \| Andrea Bagioli \| Quick-Step Alpha Vinyl \| + 0s \| \| \| 8. \| Jan Bakelants \| Intermarché-Wanty-Gobert Matériaux \| + 0s \| \| \| 9. \| Matis Louvel \| Arkéa-Samsic \| + 0s \| \| \| 10. \| Juan Sebastián Molano \| UAE Team Emirates \| + 0s \| \| |                       |                                    |          |
| |                       |                                    |          |
| Fonte: ProCyclingStats |                       |                                    |          |
| Classificação por etapas |                       |                                    |          |
| Ciclista | Ciclista              | Equipe                             | Tempo    |
| 1. | Wout van Aert         | Jumbo-Visma                        | 3h38m35s |
| 2. | Jordi Meeus           | Bora-Hansgrohe                     | + 0s     |
| 3. | Ethan Hayter          | Ineos Grenadiers                   | + 0s     |
| 4. | Edvald Boasson Hagen  | TotalEnergies                      | + 0s     |
| 5. | Hugo Page             | Intermarché-Wanty-Gobert Matériaux | + 0s     |
| 6. | Jasper Stuyven        | Trek-Segafredo                     | + 0s     |
| 7. | Andrea Bagioli        | Quick-Step Alpha Vinyl             | + 0s     |
| 8. | Jan Bakelants         | Intermarché-Wanty-Gobert Matériaux | + 0s     |
| 9. | Matis Louvel          | Arkéa-Samsic                       | + 0s     |
| 10. | Juan Sebastián Molano | UAE Team Emirates                  | + 0s     |

| \| Classificação geral \| Classificação geral \| Classificação geral \| Classificação geral \| Classificação geral \| \| Ciclista \| Ciclista \| Equipe \| Tempo \| \| \| ------------------- \| ------------------- \| ---------------------- \| ------------------- \| ------------------- \| \| 1. \| Wout van Aert \| Jumbo-Visma \| 17h04m31s \| \| \| 2. \| Mattia Cattaneo \| Quick-Step Alpha Vinyl \| + 1m03s \| \| \| 3. \| Primož Roglič \| Jumbo-Visma \| + 1m06s \| \| \| 4. \| Ethan Hayter \| Ineos Grenadiers \| + 1m32s \| \| \| 5. \| Jonas Vingegaard \| Jumbo-Visma \| + 1m36s \| \| \| 6. \| Damiano Caruso \| Bahrain Victorious \| + 1m49s \| \| \| 7. \| Tao Geoghegan Hart \| Ineos Grenadiers \| + 1m55s \| \| \| 8. \| Juan Ayuso \| UAE Team Emirates \| + 1m58s \| \| \| 9. \| Matteo Jorgenson \| Movistar Team \| + 2m00s \| \| \| 10. \| Ben O'Connor \| AG2R Citroën Team \| + 2m10s \| \| |                    |                        |           |
| |                    |                        |           |
| Fonte: ProCyclingStats |                    |                        |           |
| Classificação geral |                    |                        |           |
| Ciclista | Ciclista           | Equipe                 | Tempo     |
| 1. | Wout van Aert      | Jumbo-Visma            | 17h04m31s |
| 2. | Mattia Cattaneo    | Quick-Step Alpha Vinyl | + 1m03s   |
| 3. | Primož Roglič      | Jumbo-Visma            | + 1m06s   |
| 4. | Ethan Hayter       | Ineos Grenadiers       | + 1m32s   |
| 5. | Jonas Vingegaard   | Jumbo-Visma            | + 1m36s   |
| 6. | Damiano Caruso     | Bahrain Victorious     | + 1m49s   |
| 7. | Tao Geoghegan Hart | Ineos Grenadiers       | + 1m55s   |
| 8. | Juan Ayuso         | UAE Team Emirates      | + 1m58s   |
| 9. | Matteo Jorgenson   | Movistar Team          | + 2m00s   |
| 10. | Ben O'Connor       | AG2R Citroën Team      | + 2m10s   |

### 6.ª etapa
| Rives - Gap | média montanha | (196,4 km) |

| \| Classificação por etapas \| Classificação por etapas \| Classificação por etapas \| Classificação por etapas \| Classificação por etapas \| \| Ciclista \| Ciclista \| Equipe \| Tempo \| \| \| ------------------------ \| ------------------------ \| ------------------------ \| ------------------------ \| ------------------------ \| \| 1. \| Valentin Ferron \| TotalEnergies \| 4h22m17s \| \| \| 2. \| Pierre Rolland \| B&B Hotels-KTM \| + 3s \| \| \| 3. \| Warren Barguil \| Arkéa-Samsic \| + 3s \| \| \| 4. \| Andrea Bagioli \| Quick-Step Alpha Vinyl \| + 3s \| \| \| 5. \| Geoffrey Bouchard \| AG2R Citroën Team \| + 3s \| \| \| 6. \| Victor Lafay \| Cofidis \| + 3s \| \| \| 7. \| Edvald Boasson Hagen \| TotalEnergies \| + 32s \| \| \| 8. \| Dylan Groenewegen \| BikeExchange-Jayco \| + 32s \| \| \| 9. \| Matis Louvel \| Arkéa-Samsic \| + 32s \| \| \| 10. \| Jordi Meeus \| Bora-Hansgrohe \| + 32s \| \| |                      |                        |          |
| |                      |                        |          |
| Fonte: ProCyclingStats |                      |                        |          |
| Classificação por etapas |                      |                        |          |
| Ciclista | Ciclista             | Equipe                 | Tempo    |
| 1. | Valentin Ferron      | TotalEnergies          | 4h22m17s |
| 2. | Pierre Rolland       | B&B Hotels-KTM         | + 3s     |
| 3. | Warren Barguil       | Arkéa-Samsic           | + 3s     |
| 4. | Andrea Bagioli       | Quick-Step Alpha Vinyl | + 3s     |
| 5. | Geoffrey Bouchard    | AG2R Citroën Team      | + 3s     |
| 6. | Victor Lafay         | Cofidis                | + 3s     |
| 7. | Edvald Boasson Hagen | TotalEnergies          | + 32s    |
| 8. | Dylan Groenewegen    | BikeExchange-Jayco     | + 32s    |
| 9. | Matis Louvel         | Arkéa-Samsic           | + 32s    |
| 10. | Jordi Meeus          | Bora-Hansgrohe         | + 32s    |

| \| Classificação geral \| Classificação geral \| Classificação geral \| Classificação geral \| Classificação geral \| \| Ciclista \| Ciclista \| Equipe \| Tempo \| \| \| ------------------- \| ------------------- \| ---------------------- \| ------------------- \| ------------------- \| \| 1. \| Wout van Aert \| Jumbo-Visma \| 21h27m20s \| \| \| 2. \| Mattia Cattaneo \| Quick-Step Alpha Vinyl \| + 1m03s \| \| \| 3. \| Primož Roglič \| Jumbo-Visma \| + 1m06s \| \| \| 4. \| Ethan Hayter \| Ineos Grenadiers \| + 1m32s \| \| \| 5. \| Jonas Vingegaard \| Jumbo-Visma \| + 1m36s \| \| \| 6. \| Damiano Caruso \| Bahrain Victorious \| + 1m49s \| \| \| 7. \| Tao Geoghegan Hart \| Ineos Grenadiers \| + 1m55s \| \| \| 8. \| Matteo Jorgenson \| Movistar Team \| + 2m00s \| \| \| 9. \| Ben O'Connor \| AG2R Citroën Team \| + 2m10s \| \| \| 10. \| Wilco Kelderman \| Bora-Hansgrohe \| + 2m12s \| \| |                    |                        |           |
| |                    |                        |           |
| Fonte: ProCyclingStats |                    |                        |           |
| Classificação geral |                    |                        |           |
| Ciclista | Ciclista           | Equipe                 | Tempo     |
| 1. | Wout van Aert      | Jumbo-Visma            | 21h27m20s |
| 2. | Mattia Cattaneo    | Quick-Step Alpha Vinyl | + 1m03s   |
| 3. | Primož Roglič      | Jumbo-Visma            | + 1m06s   |
| 4. | Ethan Hayter       | Ineos Grenadiers       | + 1m32s   |
| 5. | Jonas Vingegaard   | Jumbo-Visma            | + 1m36s   |
| 6. | Damiano Caruso     | Bahrain Victorious     | + 1m49s   |
| 7. | Tao Geoghegan Hart | Ineos Grenadiers       | + 1m55s   |
| 8. | Matteo Jorgenson   | Movistar Team          | + 2m00s   |
| 9. | Ben O'Connor       | AG2R Citroën Team      | + 2m10s   |
| 10. | Wilco Kelderman    | Bora-Hansgrohe         | + 2m12s   |

### 7.ª etapa
| Saint-Chaffrey - Vaujany | alta montanha | (134,8 km) |

| \| Classificação por etapas \| Classificação por etapas \| Classificação por etapas \| Classificação por etapas \| Classificação por etapas \| \| Ciclista \| Ciclista \| Equipe \| Tempo \| \| \| ------------------------ \| -------------------------- \| ---------------------------------- \| ------------------------ \| ------------------------ \| \| 1. \| Carlos Verona \| Movistar Team \| 3h53m35s \| \| \| 2. \| Primož Roglič \| Jumbo-Visma \| + 13s \| \| \| 3. \| Jonas Vingegaard \| Jumbo-Visma \| + 25s \| \| \| 4. \| Ben O'Connor \| AG2R Citroën Team \| + 27s \| \| \| 5. \| Tobias Halland Johannessen \| Uno-X Pro Cycling Team \| + 39s \| \| \| 6. \| Esteban Chaves \| EF Education-EasyPost \| + 40s \| \| \| 7. \| David Gaudu \| Groupama-FDJ \| + 40s \| \| \| 8. \| Louis Meintjes \| Intermarché-Wanty-Gobert Matériaux \| + 40s \| \| \| 9. \| Tao Geoghegan Hart \| Ineos Grenadiers \| + 48s \| \| \| 10. \| Jack Haig \| Bahrain Victorious \| + 56s \| \| |                            |                                    |          |
| |                            |                                    |          |
| Fonte: ProCyclingStats |                            |                                    |          |
| Classificação por etapas |                            |                                    |          |
| Ciclista | Ciclista                   | Equipe                             | Tempo    |
| 1. | Carlos Verona              | Movistar Team                      | 3h53m35s |
| 2. | Primož Roglič              | Jumbo-Visma                        | + 13s    |
| 3. | Jonas Vingegaard           | Jumbo-Visma                        | + 25s    |
| 4. | Ben O'Connor               | AG2R Citroën Team                  | + 27s    |
| 5. | Tobias Halland Johannessen | Uno-X Pro Cycling Team             | + 39s    |
| 6. | Esteban Chaves             | EF Education-EasyPost              | + 40s    |
| 7. | David Gaudu                | Groupama-FDJ                       | + 40s    |
| 8. | Louis Meintjes             | Intermarché-Wanty-Gobert Matériaux | + 40s    |
| 9. | Tao Geoghegan Hart         | Ineos Grenadiers                   | + 48s    |
| 10. | Jack Haig                  | Bahrain Victorious                 | + 56s    |

| \| Classificação geral \| Classificação geral \| Classificação geral \| Classificação geral \| Classificação geral \| \| Ciclista \| Ciclista \| Equipe \| Tempo \| \| \| ------------------- \| -------------------------- \| ---------------------------------- \| ------------------- \| ------------------- \| \| 1. \| Primož Roglič \| Jumbo-Visma \| 25h22m08s \| \| \| 2. \| Jonas Vingegaard \| Jumbo-Visma \| + 44s \| \| \| 3. \| Ben O'Connor \| AG2R Citroën Team \| + 1m24s \| \| \| 4. \| Tao Geoghegan Hart \| Ineos Grenadiers \| + 1m30s \| \| \| 5. \| Damiano Caruso \| Bahrain Victorious \| + 1m32s \| \| \| 6. \| David Gaudu \| Groupama-FDJ \| + 1m40s \| \| \| 7. \| Tobias Halland Johannessen \| Uno-X Pro Cycling Team \| + 2m05s \| \| \| 8. \| Matteo Jorgenson \| Movistar Team \| + 2m06s \| \| \| 9. \| Jack Haig \| Bahrain Victorious \| + 2m12s \| \| \| 10. \| Louis Meintjes \| Intermarché-Wanty-Gobert Matériaux \| + 2m16s \| \| |                            |                                    |           |
| |                            |                                    |           |
| Fonte: ProCyclingStats |                            |                                    |           |
| Classificação geral |                            |                                    |           |
| Ciclista | Ciclista                   | Equipe                             | Tempo     |
| 1. | Primož Roglič              | Jumbo-Visma                        | 25h22m08s |
| 2. | Jonas Vingegaard           | Jumbo-Visma                        | + 44s     |
| 3. | Ben O'Connor               | AG2R Citroën Team                  | + 1m24s   |
| 4. | Tao Geoghegan Hart         | Ineos Grenadiers                   | + 1m30s   |
| 5. | Damiano Caruso             | Bahrain Victorious                 | + 1m32s   |
| 6. | David Gaudu                | Groupama-FDJ                       | + 1m40s   |
| 7. | Tobias Halland Johannessen | Uno-X Pro Cycling Team             | + 2m05s   |
| 8. | Matteo Jorgenson           | Movistar Team                      | + 2m06s   |
| 9. | Jack Haig                  | Bahrain Victorious                 | + 2m12s   |
| 10. | Louis Meintjes             | Intermarché-Wanty-Gobert Matériaux | + 2m16s   |

### 8.ª etapa
| Saint-Alban-Leysse - Plateau de Solaison | alta montanha | (139,2 km) |

| \| Classificação por etapas \| Classificação por etapas \| Classificação por etapas \| Classificação por etapas \| Classificação por etapas \| \| Ciclista \| Ciclista \| Equipe \| Tempo \| \| \| ------------------------ \| -------------------------- \| ---------------------------------- \| ------------------------ \| ------------------------ \| \| 1. \| Jonas Vingegaard \| Jumbo-Visma \| 3h49m20s \| \| \| 2. \| Primož Roglič \| Jumbo-Visma \| + 0s \| \| \| 3. \| Ben O'Connor \| AG2R Citroën Team \| + 15s \| \| \| 4. \| Esteban Chaves \| EF Education-EasyPost \| + 53s \| \| \| 5. \| Ruben Guerreiro \| EF Education-EasyPost \| + 53s \| \| \| 6. \| Damiano Caruso \| Bahrain Victorious \| + 55s \| \| \| 7. \| Louis Meintjes \| Intermarché-Wanty-Gobert Matériaux \| + 55s \| \| \| 8. \| Jack Haig \| Bahrain Victorious \| + 55s \| \| \| 9. \| Steven Kruijswijk \| Jumbo-Visma \| + 1m20s \| \| \| 10. \| Tobias Halland Johannessen \| Uno-X Pro Cycling Team \| + 1m40s \| \| |                            |                                    |          |
| |                            |                                    |          |
| Fonte: ProCyclingStats |                            |                                    |          |
| Classificação por etapas |                            |                                    |          |
| Ciclista | Ciclista                   | Equipe                             | Tempo    |
| 1. | Jonas Vingegaard           | Jumbo-Visma                        | 3h49m20s |
| 2. | Primož Roglič              | Jumbo-Visma                        | + 0s     |
| 3. | Ben O'Connor               | AG2R Citroën Team                  | + 15s    |
| 4. | Esteban Chaves             | EF Education-EasyPost              | + 53s    |
| 5. | Ruben Guerreiro            | EF Education-EasyPost              | + 53s    |
| 6. | Damiano Caruso             | Bahrain Victorious                 | + 55s    |
| 7. | Louis Meintjes             | Intermarché-Wanty-Gobert Matériaux | + 55s    |
| 8. | Jack Haig                  | Bahrain Victorious                 | + 55s    |
| 9. | Steven Kruijswijk          | Jumbo-Visma                        | + 1m20s  |
| 10. | Tobias Halland Johannessen | Uno-X Pro Cycling Team             | + 1m40s  |

## Classificações finais
- As classificações finalizaram da seguinte forma:[4]

### Classificação geral
| \| Classificação geral \| Classificação geral \| Classificação geral \| Classificação geral \| Classificação geral \| \| Ciclista \| Ciclista \| Equipe \| Tempo \| \| \| ------------------- \| -------------------------- \| ---------------------------------- \| ------------------- \| ------------------- \| \| 1. \| Primož Roglič \| Jumbo-Visma \| 29h11m22s \| \| \| 2. \| Jonas Vingegaard \| Jumbo-Visma \| + 40s \| \| \| 3. \| Ben O'Connor \| AG2R Citroën Team \| + 1m41s \| \| \| 4. \| Damiano Caruso \| Bahrain Victorious \| + 2m33s \| \| \| 5. \| Jack Haig \| Bahrain Victorious \| + 3m13s \| \| \| 6. \| Louis Meintjes \| Intermarché-Wanty-Gobert Matériaux \| + 3m17s \| \| \| 7. \| Esteban Chaves \| EF Education-EasyPost \| + 3m18s \| \| \| 8. \| Tao Geoghegan Hart \| Ineos Grenadiers \| + 3m44s \| \| \| 9. \| Ruben Guerreiro \| EF Education-EasyPost \| + 3m48s \| \| \| 10. \| Tobias Halland Johannessen \| Uno-X Pro Cycling Team \| + 3m51s \| \| |                            |                                    |           |
| |                            |                                    |           |
| Fonte: ProCyclingStats |                            |                                    |           |
| Classificação geral |                            |                                    |           |
| Ciclista | Ciclista                   | Equipe                             | Tempo     |
| 1. | Primož Roglič              | Jumbo-Visma                        | 29h11m22s |
| 2. | Jonas Vingegaard           | Jumbo-Visma                        | + 40s     |
| 3. | Ben O'Connor               | AG2R Citroën Team                  | + 1m41s   |
| 4. | Damiano Caruso             | Bahrain Victorious                 | + 2m33s   |
| 5. | Jack Haig                  | Bahrain Victorious                 | + 3m13s   |
| 6. | Louis Meintjes             | Intermarché-Wanty-Gobert Matériaux | + 3m17s   |
| 7. | Esteban Chaves             | EF Education-EasyPost              | + 3m18s   |
| 8. | Tao Geoghegan Hart         | Ineos Grenadiers                   | + 3m44s   |
| 9. | Ruben Guerreiro            | EF Education-EasyPost              | + 3m48s   |
| 10. | Tobias Halland Johannessen | Uno-X Pro Cycling Team             | + 3m51s   |

### Classificação da montanha
| Classificação da montanha | Classificação da montanha | Classificação da montanha          | Classificação da montanha | Classificação da montanha |
| Ciclista                  | Ciclista                  | Equipe                             | Pontos                    |                           |
| ------------------------- | ------------------------- | ---------------------------------- | ------------------------- | ------------------------- |
| 1.                        | Pierre Rolland            | B&B Hotels-KTM                     | 71 pts                    |                           |
| 2.                        | Carlos Verona             | Movistar Team                      | 21 pts                    |                           |
| 3.                        | Victor Lafay              | Cofidis                            | 19 pts                    |                           |
| 4.                        | Jonas Vingegaard          | Jumbo-Visma                        | 17 pts                    |                           |
| 5.                        | Primož Roglič             | Jumbo-Visma                        | 15 pts                    |                           |
| 6.                        | Kenny Elissonde           | Trek-Segafredo                     | 14 pts                    |                           |
| 7.                        | Laurens Huys              | Intermarché-Wanty-Gobert Matériaux | 14 pts                    |                           |
| 8.                        | Michael Storer            | Groupama-FDJ                       | 12 pts                    |                           |
| 9.                        | Matteo Fabbro             | Bora-Hansgrohe                     | 12 pts                    |                           |
| 10.                       | Laurens De Plus           | Ineos Grenadiers                   | 11 pts                    |                           |

### Classificação dos pontos
| Classificação por pontos | Classificação por pontos | Classificação por pontos           | Classificação por pontos | Classificação por pontos |
| Ciclista                 | Ciclista                 | Equipe                             | Pontos                   |                          |
| ------------------------ | ------------------------ | ---------------------------------- | ------------------------ | ------------------------ |
| 1.                       | Wout van Aert            | Jumbo-Visma                        | 88 pts                   |                          |
| 2.                       | Ethan Hayter             | Ineos Grenadiers                   | 74 pts                   |                          |
| 3.                       | Edvald Boasson Hagen     | TotalEnergies                      | 46 pts                   |                          |
| 4.                       | Hugo Page                | Intermarché-Wanty-Gobert Matériaux | 44 pts                   |                          |
| 5.                       | Pierre Rolland           | B&B Hotels-KTM                     | 36 pts                   |                          |
| 6.                       | Valentin Ferron          | TotalEnergies                      | 31 pts                   |                          |
| 7.                       | Warren Barguil           | Arkéa-Samsic                       | 30 pts                   |                          |
| 8.                       | Primož Roglič            | Jumbo-Visma                        | 30 pts                   |                          |
| 9.                       | Andrea Bagioli           | Quick-Step Alpha Vinyl             | 30 pts                   |                          |
| 10.                      | Jonas Vingegaard         | Jumbo-Visma                        | 29 pts                   |                          |

### Classificação dos jovens
| Classificação dos jovens | Classificação dos jovens   | Classificação dos jovens | Classificação dos jovens | Classificação dos jovens |
| Ciclista                 | Ciclista                   | Equipe                   | Tempo                    |                          |
| ------------------------ | -------------------------- | ------------------------ | ------------------------ | ------------------------ |
| 1.                       | Tobias Halland Johannessen | Uno-X Pro Cycling Team   | 29h15m13s                |                          |
| 2.                       | Brandon McNulty            | UAE Team Emirates        | + 1m06s                  |                          |
| 3.                       | Matteo Jorgenson           | Movistar Team            | + 3m15s                  |                          |
| 4.                       | Ethan Hayter               | Ineos Grenadiers         | + 4m15s                  |                          |
| 5.                       | Andrea Bagioli             | Quick-Step Alpha Vinyl   | + 4m50s                  |                          |
| 6.                       | Simon Guglielmi            | Arkéa-Samsic             | + 14m05s                 |                          |
| 7.                       | Kevin Vermaerke            | Team DSM                 | + 14m50s                 |                          |
| 8.                       | Kevin Geniets              | Groupama-FDJ             | + 15m06s                 |                          |
| 9.                       | Mark Donovan               | Team DSM                 | + 19m28s                 |                          |
| 10.                      | Michael Storer             | Groupama-FDJ             | + 19m40s                 |                          |

### Classificação por equipas
| Classificação por equipes | Classificação por equipes          | Classificação por equipes | Classificação por equipes |
| Equipe                    | Equipe                             | Tempo                     |                           |
| ------------------------- | ---------------------------------- | ------------------------- | ------------------------- |
| 1.                        | Jumbo-Visma                        | 87h38m30s                 |                           |
| 2.                        | Bahrain Victorious                 | + 13m40s                  |                           |
| 3.                        | Ineos Grenadiers                   | + 22m56s                  |                           |
| 4.                        | Intermarché-Wanty-Gobert Matériaux | + 28m39s                  |                           |
| 5.                        | Movistar Team                      | + 35m37s                  |                           |

## Evolução das classificações
| Etapa |                           | Vencedor _        | Classificação geral | Prêmio por pontos | Prêmio de montanha | Juventude                  | Disputa               | Equipes               |
| ----- | ------------------------- | ----------------- | ------------------- | ----------------- | ------------------ | -------------------------- | --------------------- | --------------------- |
| 1     | etapa escarpada           | Wout van Aert     | Wout van Aert       | Wout van Aert     | Pierre Rolland     | Ethan Hayter               | Pierre Rolland        | EF Education-EasyPost |
| 2     | etapa escarpada           | Alexis Vuillermoz | Alexis Vuillermoz   | Wout van Aert     | Alexis Vuillermoz  | Kevin Vermaerke            | Alexis Vuillermoz     | Arkéa-Samsic          |
| 3     | etapa escarpada           | David Gaudu       | Wout van Aert       | Wout van Aert     | Pierre Rolland     | Matteo Jorgenson           | Sebastian Schönberger | Bahrain Victorious    |
| 4     | contrarrelógio individual | Filippo Ganna     | Wout van Aert       | Wout van Aert     | Pierre Rolland     | Ethan Hayter               | não atribuído         | Jumbo-Visma           |
| 5     | etapa escarpada           | Wout van Aert     | Wout van Aert       | Wout van Aert     | Pierre Rolland     | Ethan Hayter               | Benjamin Thomas       | Jumbo-Visma           |
| 6     | média montanha            | Valentin Ferron   | Wout van Aert       | Wout van Aert     | Pierre Rolland     | Ethan Hayter               | Geoffrey Bouchard     | Jumbo-Visma           |
| 7     | alta montanha             | Carlos Verona     | Primož Roglič       | Wout van Aert     | Pierre Rolland     | Tobias Halland Johannessen | Carlos Verona         | Jumbo-Visma           |
| 8     | alta montanha             | Jonas Vingegaard  | Primož Roglič       | Wout van Aert     | Pierre Rolland     | Tobias Halland Johannessen | Michael Storer        | Jumbo-Visma           |
| Final | Final                     |                   | Primož Roglič       | Wout van Aert     | Pierre Rolland     | Tobias Halland Johannessen | não atribuído         | Jumbo-Visma           |

## Ciclistas participantes e posições finais
| Ineos Grenadiers IGD | Ineos Grenadiers IGD      | Ineos Grenadiers IGD |
| -------------------- | ------------------------- | -------------------- |
| Num                  | Ciclista                  | Pos                  |
| 1                    | Tao Geoghegan Hart (GBR)  | 8.                   |
| 2                    | Andrey Amador (CRC)       | 88.                  |
| 3                    | Edward Dunbar (IRL)       | 30.                  |
| 4                    | Laurens De Plus (BEL)     | 67.                  |
| 5                    | Filippo Ganna (ITA) (CRI) | 82.                  |
| 6                    | Ethan Hayter (GBR) (CRI)  | 15.                  |
| 7                    | Michał Kwiatkowski (POL)  | DNF-6                |

| Bora-Hansgrohe BOH | Bora-Hansgrohe BOH             | Bora-Hansgrohe BOH |
| ------------------ | ------------------------------ | ------------------ |
| Num                | Ciclista                       | Pos                |
| 11                 | Patrick Konrad (AUT) (estrada) | 12.                |
| 12                 | Matteo Fabbro (ITA)            | 48.                |
| 13                 | Wilco Kelderman (NED)          | 28.                |
| 14                 | Jordi Meeus (BEL)              | NP-7               |
| 15                 | Nils Politt (GER)              | 65.                |
| 16                 | Lukas Pöstlberger (AUT)        | 106.               |
| 17                 | Matthew Walls (GBR)            | DNF-5              |

| Bahrain Victorious TBV | Bahrain Victorious TBV  | Bahrain Victorious TBV |
| ---------------------- | ----------------------- | ---------------------- |
| Num                    | Ciclista                | Pos                    |
| 21                     | Jack Haig (AUS)         | 5.                     |
| 22                     | Phil Bauhaus (GER)      | DNF-2                  |
| 23                     | Damiano Caruso (ITA)    | 4.                     |
| 24                     | Kamil Gradek (POL)      | 124.                   |
| 25                     | Heinrich Haussler (AUS) | DNF-8                  |
| 26                     | Luis León Sánchez (ESP) | 23.                    |
| 27                     | Dylan Teuns (BEL)       | DNF-8                  |

| Movistar Team MOV | Movistar Team MOV       | Movistar Team MOV |
| ----------------- | ----------------------- | ----------------- |
| Num               | Ciclista                | Pos               |
| 31                | Enric Mas (ESP)         | NP-8              |
| 32                | Imanol Erviti (ESP)     | DNF-1             |
| 33                | Gorka Izagirre (ESP)    | 64.               |
| 34                | Mathias Norsgaard (DEN) | 121.              |
| 35                | Matteo Jorgenson (USA)  | 13.               |
| 36                | Gregor Mühlberger (AUT) | 63.               |
| 37                | Carlos Verona (ESP)     | 19.               |

| Jumbo-Visma TJV | Jumbo-Visma TJV               | Jumbo-Visma TJV |
| --------------- | ----------------------------- | --------------- |
| Num             | Ciclista                      | Pos             |
| 41              | Primož Roglič (SLO)           | 1.              |
| 42              | Tiesj Benoot (BEL)            | 71.             |
| 43              | Chris Harper (AUS)            | 108.            |
| 44              | Steven Kruijswijk (NED)       | 21.             |
| 45              | Christophe Laporte (FRA)      | DNF-8           |
| 46              | Wout van Aert (BEL) (estrada) | 49.             |
| 47              | Jonas Vingegaard (DEN)        | 2.              |

| AG2R Citroën Team ACT | AG2R Citroën Team ACT        | AG2R Citroën Team ACT |
| --------------------- | ---------------------------- | --------------------- |
| Num                   | Ciclista                     | Pos                   |
| 51                    | Ben O'Connor (AUS)           | 3.                    |
| 52                    | Geoffrey Bouchard (FRA)      | 36.                   |
| 53                    | Stan Dewulf (BEL)            | 89.                   |
| 54                    | Oliver Naesen (BEL)          | 77.                   |
| 55                    | Aurélien Paret-Peintre (FRA) | 50.                   |
| 56                    | Greg Van Avermaet (BEL)      | 93.                   |
| 57                    | Clément Venturini (FRA)      | 84.                   |

| Groupama-FDJ GFC | Groupama-FDJ GFC                    | Groupama-FDJ GFC |
| ---------------- | ----------------------------------- | ---------------- |
| Num              | Ciclista                            | Pos              |
| 61               | David Gaudu (FRA)                   | 17.              |
| 62               | Bruno Armirail (FRA)                | 55.              |
| 63               | Kevin Geniets (LUX) (estrada e CRI) | 32.              |
| 64               | Olivier Le Gac (FRA)                | 98.              |
| 65               | Valentin Madouas (FRA)              | 45.              |
| 66               | Rudy Molard (FRA)                   | 37.              |
| 67               | Michael Storer (AUS)                | 40.              |

| Israel-Premier Tech IPT | Israel-Premier Tech IPT    | Israel-Premier Tech IPT |
| ----------------------- | -------------------------- | ----------------------- |
| Num                     | Ciclista                   | Pos                     |
| 71                      | Chris Froome (GBR)         | NP-7                    |
| 72                      | Simon Clarke (AUS)         | 68.                     |
| 73                      | Omer Goldstein (ISR) (CRI) | 73.                     |
| 74                      | Taj Jones (AUS)            | DNF-6                   |
| 75                      | Guy Niv (ISR)              | 97.                     |
| 76                      | James Piccoli (CAN)        | 53.                     |
| 77                      | Guy Sagiv (ISR)            | DNF-7                   |

| Uno-X Pro Cycling Team UXT | Uno-X Pro Cycling Team UXT       | Uno-X Pro Cycling Team UXT |
| -------------------------- | -------------------------------- | -------------------------- |
| Num                        | Ciclista                         | Pos                        |
| 81                         | Tobias Halland Johannessen (NOR) | 10.                        |
| 82                         | Idar Andersen (NOR)              | 122.                       |
| 83                         | Anthon Charmig (DEN)             | 109.                       |
| 84                         | Niklas Eg (DEN)                  | DNF-1                      |
| 85                         | Anders Skaarseth (NOR)           | 52.                        |
| 86                         | Torjus Sleen (NOR)               | 81.                        |
| 87                         | Jonas Gregaard (DEN)             | 43.                        |

| Quick-Step Alpha Vinyl QST | Quick-Step Alpha Vinyl QST   | Quick-Step Alpha Vinyl QST |
| -------------------------- | ---------------------------- | -------------------------- |
| Num                        | Ciclista                     | Pos                        |
| 91                         | Andrea Bagioli (ITA)         | 16.                        |
| 92                         | Mattia Cattaneo (ITA)        | 34.                        |
| 93                         | Rémi Cavagna (FRA) (estrada) | 70.                        |
| 94                         | Josef Černý (CZE) (CRI)      | DNF-2                      |
| 95                         | Dries Devenyns (BEL)         | DNF-8                      |
| 96                         | Mikkel Honoré (DEN)          | 47.                        |
| 97                         | Jannik Steimle (GER)         | DNF-8                      |

| BikeExchange-Jayco BEX | BikeExchange-Jayco BEX      | BikeExchange-Jayco BEX |
| ---------------------- | --------------------------- | ---------------------- |
| Num                    | Ciclista                    | Pos                    |
| 101                    | Dylan Groenewegen (NED)     | NP-7                   |
| 102                    | Kevin Colleoni (ITA)        | 117.                   |
| 103                    | Luke Durbridge (AUS)        | 118.                   |
| 104                    | Alexander Edmondson (AUS)   | DNF-8                  |
| 105                    | Tsgabu Grmay (ETH)          | 115.                   |
| 106                    | Amund Grøndahl Jansen (NOR) | 116.                   |
| 107                    | Nick Schultz (AUS)          | 26.                    |

| UAE Team Emirates UAD | UAE Team Emirates UAD       | UAE Team Emirates UAD |
| --------------------- | --------------------------- | --------------------- |
| Num                   | Ciclista                    | Pos                   |
| 111                   | Brandon McNulty (USA)       | 11.                   |
| 112                   | Ivo Oliveira (POR)          | 110.                  |
| 113                   | Andrés Camilo Ardila (COL)  | 87.                   |
| 114                   | Juan Ayuso (ESP)            | NP-6                  |
| 115                   | George Bennett (NZL)        | 20.                   |
| 116                   | Juan Sebastián Molano (COL) | DQ-6                  |
| 117                   | Oliviero Troia (ITA)        | DNF-8                 |

| Trek-Segafredo TFS | Trek-Segafredo TFS                 | Trek-Segafredo TFS |
| ------------------ | ---------------------------------- | ------------------ |
| Num                | Ciclista                           | Pos                |
| 121                | Antonio Tiberi (ITA)               | 66.                |
| 122                | Julien Bernard (FRA)               | 104.               |
| 123                | Kenny Elissonde (FRA)              | 22.                |
| 124                | Tony Gallopin (FRA)                | 62.                |
| 125                | Toms Skujiņš (LAT) (estrada e CRI) | 33.                |
| 126                | Jasper Stuyven (BEL)               | DNF-8              |
| 127                | Antwan Tolhoek (NED)               | 107.               |

| Cofidis COF | Cofidis COF           | Cofidis COF |
| ----------- | --------------------- | ----------- |
| Num         | Ciclista              | Pos         |
| 131         | Benjamin Thomas (FRA) | 58.         |
| 132         | François Bidard (FRA) | 100.        |
| 133         | Thomas Champion (FRA) | 58.         |
| 134         | Eddy Finé (FRA)       | 103.        |
| 135         | Simon Geschke (GER)   | 38.         |
| 136         | Victor Lafay (FRA)    | 76.         |
| 137         | Hugo Toumire (FRA)    | 46.         |

| TotalEnergies TEN | TotalEnergies TEN          | TotalEnergies TEN |
| ----------------- | -------------------------- | ----------------- |
| Num               | Ciclista                   | Pos               |
| 141               | Alexis Vuillermoz (FRA)    | 35.               |
| 142               | Edvald Boasson Hagen (NOR) | 95.               |
| 143               | Fabien Doubey (FRA)        | 85.               |
| 144               | Sandy Dujardin (FRA)       | DNF-7             |
| 145               | Valentin Ferron (FRA)      | 119.              |
| 146               | Fabien Grellier (FRA)      | 99.               |
| 147               | Dries Van Gestel (BEL)     | 123.              |

| EF Education-EasyPost EFE | EF Education-EasyPost EFE | EF Education-EasyPost EFE |
| ------------------------- | ------------------------- | ------------------------- |
| Num                       | Ciclista                  | Pos                       |
| 151                       | Mark Padun (UKR)          | 113.                      |
| 152                       | Ruben Guerreiro (POR)     | 9.                        |
| 153                       | Esteban Chaves (COL)      | 7.                        |
| 154                       | Owain Doull (GBR)         | 91.                       |
| 155                       | Jens Keukeleire (BEL)     | 102.                      |
| 156                       | Sean Quinn (USA)          | 80.                       |
| 157                       | James Shaw (GBR)          | 86.                       |

| Arkéa-Samsic ARK | Arkéa-Samsic ARK         | Arkéa-Samsic ARK |
| ---------------- | ------------------------ | ---------------- |
| Num              | Ciclista                 | Pos              |
| 161              | Warren Barguil (FRA)     | 24.              |
| 162              | Maxime Bouet (FRA)       | 44.              |
| 163              | Anthony Delaplace (FRA)  | 78.              |
| 164              | Thibault Guernalec (FRA) | 96.              |
| 165              | Simon Guglielmi (FRA)    | 29.              |
| 166              | Matis Louvel (FRA)       | 60.              |
| 167              | Łukasz Owsian (POL)      | 79.              |

| Intermarché-Wanty-Gobert Matériaux IWG | Intermarché-Wanty-Gobert Matériaux IWG | Intermarché-Wanty-Gobert Matériaux IWG |
| -------------------------------------- | -------------------------------------- | -------------------------------------- |
| Num                                    | Ciclista                               | Pos                                    |
| 171                                    | Jan Hirt (CZE)                         | 18.                                    |
| 172                                    | Jan Bakelants (BEL)                    | 57.                                    |
| 173                                    | Kobe Goossens (BEL)                    | 27.                                    |
| 174                                    | Laurens Huys (BEL)                     | 90.                                    |
| 175                                    | Julius Johansen (DEN)                  | 125.                                   |
| 176                                    | Louis Meintjes (RSA)                   | 6.                                     |
| 177                                    | Hugo Page (FRA)                        | 69.                                    |

| Astana Qazaqstan Team AST | Astana Qazaqstan Team AST   | Astana Qazaqstan Team AST |
| ------------------------- | --------------------------- | ------------------------- |
| Num                       | Ciclista                    | Pos                       |
| 181                       | Samuele Battistella (ITA)   | 94.                       |
| 182                       | Stefan de Bod (RSA)         | 42.                       |
| 183                       | Yuriy Natarov (KAZ)         | 105.                      |
| 184                       | Aleksandr Riabushenko (BLR) | 83.                       |
| 185                       | Javier Romo (ESP)           | 72.                       |
| 186                       | Simone Velasco (ITA)        | 59.                       |
| 187                       | Andrey Zeits (KAZ)          | 25.                       |

| Lotto-Soudal LTS | Lotto-Soudal LTS         | Lotto-Soudal LTS |
| ---------------- | ------------------------ | ---------------- |
| Num              | Ciclista                 | Pos              |
| 191              | Steff Cras (BEL)         | 14.              |
| 192              | Carlos Barbero (ESP)     | 120.             |
| 193              | Filippo Conca (ITA)      | 74.              |
| 194              | Sébastien Grignard (BEL) | 101.             |
| 195              | Harry Sweeny (AUS)       | 92.              |
| 196              | Maxim Van Gils (BEL)     | 41.              |
| 197              | Xandres Vervloesem (BEL) | DNF-8            |

| Team DSM DSM | Team DSM DSM             | Team DSM DSM |
| ------------ | ------------------------ | ------------ |
| Num          | Ciclista                 | Pos          |
| 201          | Niklas Märkl (GER)       | DNF-1        |
| 202          | Marco Brenner (GER)      | 114.         |
| 203          | Romain Combaud (FRA)     | 75.          |
| 204          | Mark Donovan (GBR)       | 39.          |
| 205          | Leon Heinschke (GER)     | DNF-6        |
| 206          | Henri Vandenabeele (BEL) | DNF-2        |
| 207          | Kevin Vermaerke (USA)    | 31.          |

| B&B Hotels-KTM BBK | B&B Hotels-KTM BBK          | B&B Hotels-KTM BBK |
| ------------------ | --------------------------- | ------------------ |
| Num                | Ciclista                    | Pos                |
| 211                | Luca Mozzato (ITA)          | DNF-7              |
| 212                | Franck Bonnamour (FRA)      | 61.                |
| 213                | Alexis Gougeard (FRA)       | DNF-6              |
| 214                | Miguel Heidemann (GER)      | 111.               |
| 215                | Eliot Lietaer (BEL)         | 56.                |
| 216                | Pierre Rolland (FRA)        | 54.                |
| 217                | Sebastian Schönberger (AUT) | 51.                |

| Ineos Grenadiers IGD | Ineos Grenadiers IGD      | Ineos Grenadiers IGD |
| -------------------- | ------------------------- | -------------------- |
| Num                  | Ciclista                  | Pos                  |
| 1                    | Tao Geoghegan Hart (GBR)  | 8.                   |
| 2                    | Andrey Amador (CRC)       | 88.                  |
| 3                    | Edward Dunbar (IRL)       | 30.                  |
| 4                    | Laurens De Plus (BEL)     | 67.                  |
| 5                    | Filippo Ganna (ITA) (CRI) | 82.                  |
| 6                    | Ethan Hayter (GBR) (CRI)  | 15.                  |
| 7                    | Michał Kwiatkowski (POL)  | DNF-6                |

| Bora-Hansgrohe BOH | Bora-Hansgrohe BOH             | Bora-Hansgrohe BOH |
| ------------------ | ------------------------------ | ------------------ |
| Num                | Ciclista                       | Pos                |
| 11                 | Patrick Konrad (AUT) (estrada) | 12.                |
| 12                 | Matteo Fabbro (ITA)            | 48.                |
| 13                 | Wilco Kelderman (NED)          | 28.                |
| 14                 | Jordi Meeus (BEL)              | NP-7               |
| 15                 | Nils Politt (GER)              | 65.                |
| 16                 | Lukas Pöstlberger (AUT)        | 106.               |
| 17                 | Matthew Walls (GBR)            | DNF-5              |

| Bahrain Victorious TBV | Bahrain Victorious TBV  | Bahrain Victorious TBV |
| ---------------------- | ----------------------- | ---------------------- |
| Num                    | Ciclista                | Pos                    |
| 21                     | Jack Haig (AUS)         | 5.                     |
| 22                     | Phil Bauhaus (GER)      | DNF-2                  |
| 23                     | Damiano Caruso (ITA)    | 4.                     |
| 24                     | Kamil Gradek (POL)      | 124.                   |
| 25                     | Heinrich Haussler (AUS) | DNF-8                  |
| 26                     | Luis León Sánchez (ESP) | 23.                    |
| 27                     | Dylan Teuns (BEL)       | DNF-8                  |

| Movistar Team MOV | Movistar Team MOV       | Movistar Team MOV |
| ----------------- | ----------------------- | ----------------- |
| Num               | Ciclista                | Pos               |
| 31                | Enric Mas (ESP)         | NP-8              |
| 32                | Imanol Erviti (ESP)     | DNF-1             |
| 33                | Gorka Izagirre (ESP)    | 64.               |
| 34                | Mathias Norsgaard (DEN) | 121.              |
| 35                | Matteo Jorgenson (USA)  | 13.               |
| 36                | Gregor Mühlberger (AUT) | 63.               |
| 37                | Carlos Verona (ESP)     | 19.               |

| Jumbo-Visma TJV | Jumbo-Visma TJV               | Jumbo-Visma TJV |
| --------------- | ----------------------------- | --------------- |
| Num             | Ciclista                      | Pos             |
| 41              | Primož Roglič (SLO)           | 1.              |
| 42              | Tiesj Benoot (BEL)            | 71.             |
| 43              | Chris Harper (AUS)            | 108.            |
| 44              | Steven Kruijswijk (NED)       | 21.             |
| 45              | Christophe Laporte (FRA)      | DNF-8           |
| 46              | Wout van Aert (BEL) (estrada) | 49.             |
| 47              | Jonas Vingegaard (DEN)        | 2.              |

| AG2R Citroën Team ACT | AG2R Citroën Team ACT        | AG2R Citroën Team ACT |
| --------------------- | ---------------------------- | --------------------- |
| Num                   | Ciclista                     | Pos                   |
| 51                    | Ben O'Connor (AUS)           | 3.                    |
| 52                    | Geoffrey Bouchard (FRA)      | 36.                   |
| 53                    | Stan Dewulf (BEL)            | 89.                   |
| 54                    | Oliver Naesen (BEL)          | 77.                   |
| 55                    | Aurélien Paret-Peintre (FRA) | 50.                   |
| 56                    | Greg Van Avermaet (BEL)      | 93.                   |
| 57                    | Clément Venturini (FRA)      | 84.                   |

| Groupama-FDJ GFC | Groupama-FDJ GFC                    | Groupama-FDJ GFC |
| ---------------- | ----------------------------------- | ---------------- |
| Num              | Ciclista                            | Pos              |
| 61               | David Gaudu (FRA)                   | 17.              |
| 62               | Bruno Armirail (FRA)                | 55.              |
| 63               | Kevin Geniets (LUX) (estrada e CRI) | 32.              |
| 64               | Olivier Le Gac (FRA)                | 98.              |
| 65               | Valentin Madouas (FRA)              | 45.              |
| 66               | Rudy Molard (FRA)                   | 37.              |
| 67               | Michael Storer (AUS)                | 40.              |

| Israel-Premier Tech IPT | Israel-Premier Tech IPT    | Israel-Premier Tech IPT |
| ----------------------- | -------------------------- | ----------------------- |
| Num                     | Ciclista                   | Pos                     |
| 71                      | Chris Froome (GBR)         | NP-7                    |
| 72                      | Simon Clarke (AUS)         | 68.                     |
| 73                      | Omer Goldstein (ISR) (CRI) | 73.                     |
| 74                      | Taj Jones (AUS)            | DNF-6                   |
| 75                      | Guy Niv (ISR)              | 97.                     |
| 76                      | James Piccoli (CAN)        | 53.                     |
| 77                      | Guy Sagiv (ISR)            | DNF-7                   |

| Uno-X Pro Cycling Team UXT | Uno-X Pro Cycling Team UXT       | Uno-X Pro Cycling Team UXT |
| -------------------------- | -------------------------------- | -------------------------- |
| Num                        | Ciclista                         | Pos                        |
| 81                         | Tobias Halland Johannessen (NOR) | 10.                        |
| 82                         | Idar Andersen (NOR)              | 122.                       |
| 83                         | Anthon Charmig (DEN)             | 109.                       |
| 84                         | Niklas Eg (DEN)                  | DNF-1                      |
| 85                         | Anders Skaarseth (NOR)           | 52.                        |
| 86                         | Torjus Sleen (NOR)               | 81.                        |
| 87                         | Jonas Gregaard (DEN)             | 43.                        |

| Quick-Step Alpha Vinyl QST | Quick-Step Alpha Vinyl QST   | Quick-Step Alpha Vinyl QST |
| -------------------------- | ---------------------------- | -------------------------- |
| Num                        | Ciclista                     | Pos                        |
| 91                         | Andrea Bagioli (ITA)         | 16.                        |
| 92                         | Mattia Cattaneo (ITA)        | 34.                        |
| 93                         | Rémi Cavagna (FRA) (estrada) | 70.                        |
| 94                         | Josef Černý (CZE) (CRI)      | DNF-2                      |
| 95                         | Dries Devenyns (BEL)         | DNF-8                      |
| 96                         | Mikkel Honoré (DEN)          | 47.                        |
| 97                         | Jannik Steimle (GER)         | DNF-8                      |

| BikeExchange-Jayco BEX | BikeExchange-Jayco BEX      | BikeExchange-Jayco BEX |
| ---------------------- | --------------------------- | ---------------------- |
| Num                    | Ciclista                    | Pos                    |
| 101                    | Dylan Groenewegen (NED)     | NP-7                   |
| 102                    | Kevin Colleoni (ITA)        | 117.                   |
| 103                    | Luke Durbridge (AUS)        | 118.                   |
| 104                    | Alexander Edmondson (AUS)   | DNF-8                  |
| 105                    | Tsgabu Grmay (ETH)          | 115.                   |
| 106                    | Amund Grøndahl Jansen (NOR) | 116.                   |
| 107                    | Nick Schultz (AUS)          | 26.                    |

| UAE Team Emirates UAD | UAE Team Emirates UAD       | UAE Team Emirates UAD |
| --------------------- | --------------------------- | --------------------- |
| Num                   | Ciclista                    | Pos                   |
| 111                   | Brandon McNulty (USA)       | 11.                   |
| 112                   | Ivo Oliveira (POR)          | 110.                  |
| 113                   | Andrés Camilo Ardila (COL)  | 87.                   |
| 114                   | Juan Ayuso (ESP)            | NP-6                  |
| 115                   | George Bennett (NZL)        | 20.                   |
| 116                   | Juan Sebastián Molano (COL) | DQ-6                  |
| 117                   | Oliviero Troia (ITA)        | DNF-8                 |

| Trek-Segafredo TFS | Trek-Segafredo TFS                 | Trek-Segafredo TFS |
| ------------------ | ---------------------------------- | ------------------ |
| Num                | Ciclista                           | Pos                |
| 121                | Antonio Tiberi (ITA)               | 66.                |
| 122                | Julien Bernard (FRA)               | 104.               |
| 123                | Kenny Elissonde (FRA)              | 22.                |
| 124                | Tony Gallopin (FRA)                | 62.                |
| 125                | Toms Skujiņš (LAT) (estrada e CRI) | 33.                |
| 126                | Jasper Stuyven (BEL)               | DNF-8              |
| 127                | Antwan Tolhoek (NED)               | 107.               |

| Cofidis COF | Cofidis COF           | Cofidis COF |
| ----------- | --------------------- | ----------- |
| Num         | Ciclista              | Pos         |
| 131         | Benjamin Thomas (FRA) | 58.         |
| 132         | François Bidard (FRA) | 100.        |
| 133         | Thomas Champion (FRA) | 58.         |
| 134         | Eddy Finé (FRA)       | 103.        |
| 135         | Simon Geschke (GER)   | 38.         |
| 136         | Victor Lafay (FRA)    | 76.         |
| 137         | Hugo Toumire (FRA)    | 46.         |

| TotalEnergies TEN | TotalEnergies TEN          | TotalEnergies TEN |
| ----------------- | -------------------------- | ----------------- |
| Num               | Ciclista                   | Pos               |
| 141               | Alexis Vuillermoz (FRA)    | 35.               |
| 142               | Edvald Boasson Hagen (NOR) | 95.               |
| 143               | Fabien Doubey (FRA)        | 85.               |
| 144               | Sandy Dujardin (FRA)       | DNF-7             |
| 145               | Valentin Ferron (FRA)      | 119.              |
| 146               | Fabien Grellier (FRA)      | 99.               |
| 147               | Dries Van Gestel (BEL)     | 123.              |

| EF Education-EasyPost EFE | EF Education-EasyPost EFE | EF Education-EasyPost EFE |
| ------------------------- | ------------------------- | ------------------------- |
| Num                       | Ciclista                  | Pos                       |
| 151                       | Mark Padun (UKR)          | 113.                      |
| 152                       | Ruben Guerreiro (POR)     | 9.                        |
| 153                       | Esteban Chaves (COL)      | 7.                        |
| 154                       | Owain Doull (GBR)         | 91.                       |
| 155                       | Jens Keukeleire (BEL)     | 102.                      |
| 156                       | Sean Quinn (USA)          | 80.                       |
| 157                       | James Shaw (GBR)          | 86.                       |

| Arkéa-Samsic ARK | Arkéa-Samsic ARK         | Arkéa-Samsic ARK |
| ---------------- | ------------------------ | ---------------- |
| Num              | Ciclista                 | Pos              |
| 161              | Warren Barguil (FRA)     | 24.              |
| 162              | Maxime Bouet (FRA)       | 44.              |
| 163              | Anthony Delaplace (FRA)  | 78.              |
| 164              | Thibault Guernalec (FRA) | 96.              |
| 165              | Simon Guglielmi (FRA)    | 29.              |
| 166              | Matis Louvel (FRA)       | 60.              |
| 167              | Łukasz Owsian (POL)      | 79.              |

| Intermarché-Wanty-Gobert Matériaux IWG | Intermarché-Wanty-Gobert Matériaux IWG | Intermarché-Wanty-Gobert Matériaux IWG |
| -------------------------------------- | -------------------------------------- | -------------------------------------- |
| Num                                    | Ciclista                               | Pos                                    |
| 171                                    | Jan Hirt (CZE)                         | 18.                                    |
| 172                                    | Jan Bakelants (BEL)                    | 57.                                    |
| 173                                    | Kobe Goossens (BEL)                    | 27.                                    |
| 174                                    | Laurens Huys (BEL)                     | 90.                                    |
| 175                                    | Julius Johansen (DEN)                  | 125.                                   |
| 176                                    | Louis Meintjes (RSA)                   | 6.                                     |
| 177                                    | Hugo Page (FRA)                        | 69.                                    |

| Astana Qazaqstan Team AST | Astana Qazaqstan Team AST   | Astana Qazaqstan Team AST |
| ------------------------- | --------------------------- | ------------------------- |
| Num                       | Ciclista                    | Pos                       |
| 181                       | Samuele Battistella (ITA)   | 94.                       |
| 182                       | Stefan de Bod (RSA)         | 42.                       |
| 183                       | Yuriy Natarov (KAZ)         | 105.                      |
| 184                       | Aleksandr Riabushenko (BLR) | 83.                       |
| 185                       | Javier Romo (ESP)           | 72.                       |
| 186                       | Simone Velasco (ITA)        | 59.                       |
| 187                       | Andrey Zeits (KAZ)          | 25.                       |

| Lotto-Soudal LTS | Lotto-Soudal LTS         | Lotto-Soudal LTS |
| ---------------- | ------------------------ | ---------------- |
| Num              | Ciclista                 | Pos              |
| 191              | Steff Cras (BEL)         | 14.              |
| 192              | Carlos Barbero (ESP)     | 120.             |
| 193              | Filippo Conca (ITA)      | 74.              |
| 194              | Sébastien Grignard (BEL) | 101.             |
| 195              | Harry Sweeny (AUS)       | 92.              |
| 196              | Maxim Van Gils (BEL)     | 41.              |
| 197              | Xandres Vervloesem (BEL) | DNF-8            |

| Team DSM DSM | Team DSM DSM             | Team DSM DSM |
| ------------ | ------------------------ | ------------ |
| Num          | Ciclista                 | Pos          |
| 201          | Niklas Märkl (GER)       | DNF-1        |
| 202          | Marco Brenner (GER)      | 114.         |
| 203          | Romain Combaud (FRA)     | 75.          |
| 204          | Mark Donovan (GBR)       | 39.          |
| 205          | Leon Heinschke (GER)     | DNF-6        |
| 206          | Henri Vandenabeele (BEL) | DNF-2        |
| 207          | Kevin Vermaerke (USA)    | 31.          |

| B&B Hotels-KTM BBK | B&B Hotels-KTM BBK          | B&B Hotels-KTM BBK |
| ------------------ | --------------------------- | ------------------ |
| Num                | Ciclista                    | Pos                |
| 211                | Luca Mozzato (ITA)          | DNF-7              |
| 212                | Franck Bonnamour (FRA)      | 61.                |
| 213                | Alexis Gougeard (FRA)       | DNF-6              |
| 214                | Miguel Heidemann (GER)      | 111.               |
| 215                | Eliot Lietaer (BEL)         | 56.                |
| 216                | Pierre Rolland (FRA)        | 54.                |
| 217                | Sebastian Schönberger (AUT) | 51.                |

- AB-N: Abandono na etapa N
- FLT-N: Retiro por chegada fora do limite de tempo na etapa N
- NTS-N: Não tomou a saída para a etapa N
- DES-N: Desclassificado ou expulsado na etapa N

## UCI World Ranking
O Critério do Dauphiné outorgou pontos para o UCI World Ranking para corredores das equipas nas categorias UCI WorldTeam, UCI ProTeam e Continental. As seguintes tabelas são o barómetro de pontuação e os dez corredores que obtiveram mais pontos:
| Posição             | 1.º | 2.º | 3.º | 4.º | 5.º | 6.º | 7.º | 8.º | 9.º | 10.º | 11.º | 12.º | 13.º | 14.º | 15.º | 16.º-20.º | 21.º-30.º | 31.º-50.º | 51.º-55.º | 56.º-60.º |
| Classificação geral | 500 | 400 | 325 | 275 | 225 | 175 | 150 | 125 | 100 | 85   | 70   | 60   | 50   | 40   | 35   | 30        | 20        | 10        | 5         | 3         |
| Por etapa           | 60  | 25  | 10  |     |     |     |     |     |     |      |      |      |      |      |      |           |           |           |           |           |
| Líder               | 10  |     |     |     |     |     |     |     |     |      |      |      |      |      |      |           |           |           |           |           |

| Classificação |                    |                                    |       |       |       |       |
| Posição       | Ciclista           | Equipa                             | Geral | Etapa | Líder | Total |
| ------------- | ------------------ | ---------------------------------- | ----- | ----- | ----- | ----- |
| 1.º           | Primož Roglič      | Jumbo-Visma                        | 500   | 50    | 10    | 560   |
| 2.º           | Jonas Vingegaard   | Jumbo-Visma                        | 400   | 70    | -     | 470   |
| 3.º           | Ben O'Connor       | AG2R Citroën                       | 325   | 10    | -     | 335   |
| 4.º           | Damiano Caruso     | Bahrain Victorious                 | 275   | -     | -     | 275   |
| 5.º           | Wout van Aert      | Jumbo-Visma                        | 10    | 170   | 50    | 230   |
| 6.º           | Jack Haig          | Bahrain Victorious                 | 225   | -     | -     | 225   |
| 7.º           | Louis Meintjes     | Intermarché-Wanty-Gobert Matériaux | 175   | -     | -     | 175   |
| 8.º           | Esteban Chaves     | EF Education-EasyPost              | 150   | -     | -     | 150   |
| 9.º           | Tao Geoghegan Hart | Ineos Grenadiers                   | 125   | -     | -     | 125   |
| 10.º          | Ruben Guerreiro    | EF Education-EasyPost              | 100   | -     | -     | 100   |